# Exocentrus tamborensis
Exocentrus tamborensis är en skalbaggsart som beskrevs av Stefan von Breuning 1970. Exocentrus tamborensis ingår i släktet Exocentrus och familjen långhorningar. Inga underarter finns listade i Catalogue of Life.